# タバコ属
タバコ属（タバコぞく、Nicotiana）は、ナス科の属の1つである。タバコといった種が属する。

## 属名の由来
ラングドック地方（現・ラングドック＝ルシヨン地域圏）ニームの人で、フランスに初めてたばこを持ち込み、1561年にフランス王室に紹介したジャン・ニコ (1530 - 1600) にちなんだものである。

## 性状
南北アメリカ大陸の熱帯から温帯にかけてと、オーストラリア・南太平洋諸島・アフリカ南西部などに分布し、約70種が知られている。大半は一年草または多年草であるが、低木になるものもある。
茎は直立し、角張ったものや剛毛のあるものもある。葉は互生し、単葉で、かなり大きくなるものがある。花は先端に円錐花序または総状花序を作り、萼は筒型で5裂、花冠は漏斗形で5裂する。花色には紅・紫・白・黄色と黄緑色のものもあり、芳香を持つものが多い。

## 栽培と利用
たばこはコロンブスがヨーロッパに持ち帰ってから百年も経たないうちに世界の隅々まで普及し、嗜好品として愛用されている。スペインの医師・植物学者であるニコラス・モナルデスは、1571年に『西インド諸島からもたらされた有用医薬に関する書 第二部』を出版し、その中で植物のタバコを万能薬として紹介した。葉に鎮痛・解毒・止血作用がある。
ただ、研究されていく中で、癌・高血圧・心臓病などの重大な疾患の原因になるという一説があるほか、受動喫煙の問題などマイナスのイメージが強くなっている。
ニコチンは植物が持つ虫に対抗する手段であり、殺虫剤にも使われている。家庭でも吸い殻を一晩水に浸した液を噴霧器などでまくと農薬として使える。こういった農薬はニコチン剤と呼ばれ、速効性があり、残効性はほとんどないとされる。ただ、人にも影響を与えることから、ニコチンの構造を変更し人への影響が比較的低いネオニコチノイドが1990年代から普及すると使われなくなった。
欧米では、ハナタバコなど数種が園芸植物として栽培されている。日本では長い間この属の植物を一般の人が栽培することを禁止していたが、1987年の専売制廃止に際し、家庭で栽培できるようになった。しかし、夜咲きで、切り花にもならないこともあり、あまり普及していない。
野田口理孝により、タバコ属植物と38科73種の植物との接ぎ木が可能であることが発見されている。

## 種
- ベンサミアナタバコ - 多くの研究に使われるモデル植物。異種間の接ぎ木を可能とする性質を持つ[9]。